# Formatie van Slochteren
De Formatie van Slochteren (sic) is een geologische formatie in de Nederlandse ondergrond, die bestaat uit typische rode zandsteen uit het Perm. De formatie is onderdeel van het Rotliegend en is van groot economisch belang als reservoirgesteente bij de winning van aardgas, met name het Groningenveld.

## Beschrijving
De Formatie van Slochteren bestaat uit permeabele grofkorrelige zandstenen en conglomeraten die een rossige, paarsbruine of gelige kleur hebben. Ze worden plaatselijk soms afgewisseld met dunne lagen roodbruine tot grijze siltige kleisteen. De dikte kan sterk variëren en neemt naar het noorden toe. Maximaal kan de formatie enkele honderden meters dik zijn, op andere plekken vrijwel geheel ontbreken. Onder Slochteren ligt de formatie op ongeveer drie kilometer diepte.
Er komen in de formatie vrijwel geen fossielen voor, wat de datering lastig maakt.
Het bronmateriaal voor de formatie kwam uit het destijds ter hoogte van de Ardennen gelegen Hercynische gebergte. Ten noorden van dit gebergte strekte het Zuidelijke Permbekken zich uit over een gebied van het huidige Engeland tot het midden van Polen. Het bekken had een zeer droog woestijnklimaat. In deze woestijn werden de conglomeraten en zandstenen van de Formatie van Slochteren in puinwaaiers, vlechtende rivieren en wadi's afgezet. Plaatselijk kreeg de wind grip op het zand en kwamen sikkelduinen voor. De fluviatiele afzettingen bestaan uit schoon zand met middelgrote tot grove korrels. De kleisteen kan plaatselijk dikker zijn en werd afgezet in woestijnmeren.

## Stratigrafie
De Formatie van Slochteren is onderdeel van de Boven-Rotliegend Groep. De formatie gaat in het noorden, ongeveer ter hoogte van de huidige Waddeneilanden, over in de gelijktijdig afgezette Silverpit Formatie, die voornamelijk uit kleisteen bestaat. De Formatie van Slochteren is op de meeste plekken afgezet op de discordantie tussen het Rotliegend en het Carboon (Stephanien of Namurien). Op enkele plekken in met name het oosten van Nederland ligt de formatie discordant op vulkanische tufsteen van de Onder-Rotliegend Groep.
Waar de kleisteenlagen dikker zijn worden ze als aparte eenheid beschouwd, het Ameland Laagpakket, dat de zandsteen dan in een boven- en beneden-deel van de formatie deelt. Een andere kleisteenlaag is het Ten Boer Laagpakket, dat plaatselijk boven op de Formatie van Slochteren ligt.
Het aardgas in de Formatie van Slochteren is afkomstig uit het ondergelegen Carboon. Het wordt meestal in de formatie vastgehouden door de boven het Rotliegend gelegen niet-doorlaatbare steenzout- en anhydrietlagen van het Zechstein.